# Diplobodes africanus
Diplobodes africanus is een mijtensoort uit de familie van de Carabodidae. De wetenschappelijke naam van de soort werd voor het eerst geldig gepubliceerd in 1987 door Mahunka.